# Škrkavka dětská
Škrkavka dětská (Ascaris lumbricoides) je celosvětově rozšířený parazit člověka a lidoopů. Jedná se o hlístici s přímým vývojovým cyklem, jejíž dospělci měří 15–20 cm a lokalizují se v tenkém střevě hostitele. Je jedním z nejběžnějších parazitů člověka vůbec, celosvětově je infikováno kolem 1,4 miliardy lidí.
Vyskytuje se především v tropických a subtropických oblastech Asie, Afriky a Ameriky. Ačkoliv je patogenita škrkavky nízká, pro člověka mohou být fatální komplikace v podobě perforace nebo obturace (ucpání) střeva, či dýchacích cest během migrace larválních stádií. Na tyto komplikace ročně na světě umírá 8 000–100 000 lidí. Nejvíce příbuzným druhem je Ascaris suum parazitující u prasat.

## Vývojový cyklus
1. Nejdříve vznikají oplozená vajíčka, která se dostanou z těla hostitelského jedince ven výkaly. Samice vyprodukuje asi 200 000 vajíček za den. Po opuštění těla se ve vajíčku vyvine larva (to trvá asi 2 až 3 týdny) a poté se vajíčko stává infekčním.
2. Následuje pozření infekčních vajíček člověkem (většinou kvůli nedostatečné hygieně), larva škrkavky putuje do žaludku, odkud proniká do krevního oběhu.
3. Larva škrkavky se dostává krevním oběhem do plic, kde vyvolá kašel a způsobí vykašlání hlenu, který se při spolknutí opět dostává do žaludku. V plicích larva zůstává asi 1–2 týdny. Zpět do žaludku se dostává ve 3. týdnu nákazy.
4. V poslední fázi se larvy dostávají do tenkého střeva, kde pohlavně dospívají.

Dospělý jedinec se dožívá 1–2 let.